# Catuana
Catuana is een kevergeslacht uit de familie van de boktorren (Cerambycidae). De wetenschappelijke naam van het geslacht werd voor het eerst geldig gepubliceerd in 2008 door Martins & Galileo.

## Soorten
Catuana is monotypisch en omvat slechts de volgende soort:
- Catuana spinicornis (Tippmann, 1960)